# 炎と氷
『炎と氷』（ひとこおり）は、新堂冬樹の娯楽小説。および、それを原作とした同名のVシネマ（全2巻）、漫画作品。

## 小説
- 炎と氷（2003年10月、祥伝社） ISBN 978-4396632373
- 炎と氷 (祥伝社文庫)（2006年3月、祥伝社） ISBN 978-4396332761

## 映画

### 出演
- 世羅武雄(競馬専門闇金「七福ローン」社長)：竹内力 / 高校時代～上京前：ERIKU
- 若瀬勝志(風俗専門闇金「レディサポート」社長)：宇梶剛士 / 高校時代～上京前：日向崇
- 加茂俊隆(世羅の部下)：山口祥行
- 高樹まりえ(家出少女ホステス→「七福ローン」スタッフ)：杉本瞳
- 志村満(お触りキャバクラ店員→世羅の部下)：中野裕斗
- 若瀬の部下：梅宮哲
- 世羅の競馬客：古井榮一
- お触りキャバクラ客：森永健司
- お触りキャバクラ店員：野村祐人
- 矢吹一也(ホスト)：上地雄輔
- 矢切組若頭 花島俊之：菅田俊
- 矢切組組員 古庄修：宮本大誠
- 矢切組組員古庄修の弟分：阿部亮平
- エガミ(タコ部屋の手配師)：柳ユーレイ
- 高校英語教諭(大分)：影山英俊
- 世羅武雄の父親(回想シーン)：鈴木隆二郎
- バーのママ：中島宏海
- 大帝銀行赤坂支店長：石山雄大
- 本田樹理(キャバクラ嬢)：夏生ゆうな
- 赤星光彦(大帝銀行赤坂支店融資課長)：寺島進

### スタッフ
- 監督：辻裕之
- 製作：及川次雄（ヤ・ルゼ）
- 営業統括：中島仁（GPミュージアム）
- 企画：伊藤秀裕
- プロデューサー：佐藤博彦、渡辺武
- 原作：新堂冬樹（「炎と氷」祥伝社）
- 脚本：石川雅也
- 音楽：奥野敦士
- 撮影：小松原茂
- 照明：白石成一
- 録音：吉田憲義
- 美術：及川一
- 編集：島村泰司
- 音響効果：小山秀雄
- 助監督：丹野雅仁
- ラインプロデューサー：山本英之
- 方言指導：田﨑敏路
- 制作協力：エクセレントフィルム
- 製作：ヤ・ルゼ

### ソフト
全2巻。
- 炎と氷（VHS・DVD：2004年12月25日）
- 炎と氷2（VHS・DVD：2005年1月25日）

## 漫画
『炎と氷―ヤミ金覇王伝説』（ひとこおり―やみきんはおうでんせつ）は、「週刊漫画サンデー」に連載された新堂冬樹原作・千葉きよかず作画による劇画。実業之日本社・マンサンコミックスより全5巻。
- 炎と氷1（2004/04/28）ISBN 978-4408168180
- 炎と氷2（2004/07/29）ISBN 978-4408168418
- 炎と氷3（2004/09/29）ISBN 978-4408168562
- 炎と氷4（2004/11/29）ISBN 978-4408168708
- 炎と氷5（2005/02/28）ISBN 978-4408168944